# Branch and cut

Branch and cut est une méthode d'optimisation combinatoire pour résoudre des problèmes d'optimisation linéaire en nombres entiers. Cette méthode utilise la méthode de séparation et évaluation et la méthode des plans sécants.
Le principe est de résoudre la relaxation continue du programme linéaire en nombres entiers à l'aide de l'algorithme du simplexe. Lorsqu'une solution optimale est trouvée, et que l'une des variables qu'on souhaite entières a une valeur non entière, on utilise un algorithme de plan sécant pour trouver une contrainte linéaire satisfaite par toutes les valeurs entières de la solution mais violée par la valeur fractionnaire. Si une telle contrainte est trouvée, alors elle est ajoutée au programme linéaire de sorte que la résolution de ce programme donne une solution avec moins de valeurs non entières. On répète ce procédé jusqu'à ce qu'une solution entière soit trouvée (qui est alors optimale) ou jusqu'à ce qu'aucun plan sécant ne puisse être trouvé.
À ce moment, la partie séparation et évaluation de l'algorithme commence. Le problème est scindé en deux sous-problèmes, l'un en rajoutant la contrainte que la variable est supérieure ou égale à la partie entière par excès de la solution intermédiaire, et l'autre en rajoutant la contrainte que la variable est inférieure ou égale à sa partie entière usuelle (par défaut). Ces deux nouveaux programmes linéaires sont résolus avec l'algorithme du simplexe et on itère la procédure présentée précédemment.